# Buxerolles, Vienne
Buxerolles là một xã, tọa lạc ở tỉnh Vienne trong vùng Nouvelle-Aquitaine, Pháp. Xã này có diện tích 9,1 kilômét vuông, dân số năm 2006 là 9478 người. Xã nằm ở khu vực có độ cao trung bình 101 m trên mực nước biển.
Danh xưng dân địa phương trong tiếng Pháp là Buxerollois.

## Biến động dân số
| Năm | 1962  | 1968  | 1975  | 1982  | 1990  | 1999  | 2006  | 2007   |
| --- | ----- | ----- | ----- | ----- | ----- | ----- | ----- | ------ |
| Dân số | 3 293 | 4 064 | 5 156 | 5 466 | 6 337 | 8 787 | 9 478 | 10 650 |
| From the year 1962 on: No double counting—residents of multiple communes (e.g. students and military personnel) are counted only once. |       |       |       |       |       |       |       |        |